# Identità di Newton
In matematica, le identità di Newton, dette anche formule di Newton–Girard, descrivono le relazioni che legano i polinomi simmetrici elementari con altri polinomi simmetrici ottenuti mediante somme di potenze. Possono essere anche interpretate come relazioni che legano i coefficienti di un polinomio monico con le sue radici, più precisamente, con la somma delle radici, la somma dei quadrati delle radici etc. Furono scoperte da Isaac Newton nel 1666 circa; egli probabilmente non era a conoscenza di un precedente lavoro di Albert Girard del 1629. Queste identità hanno applicazioni immediate in molti campi della matematica, fra cui la teoria di Galois, la teoria degli invarianti, la teoria dei gruppi, il calcolo combinatorio, e anche al di fuori di essa, come per esempio nella relatività generale.

## Enunciato in forma relativa ai polinomi simmetrici elementari
Se {\displaystyle x_{1},...,x_{n}} sono variabili, si definisca, per {\displaystyle k\geq 1}, il polinomio  {\displaystyle p_{k}(x_{1},...,x_{n})} come la somma delle {\displaystyle k}-esime potenze di {\displaystyle x_{1},...,x_{n}}, cioè:
{\displaystyle p_{k}(x_{1},\ldots ,x_{n})=\sum \nolimits _{i=1}^{n}x_{i}^{k}=x_{1}^{k}+\cdots +x_{n}^{k}.}
Per k ≥ 0 siano ek(x1,…,xn) i polinomi simmetrici elementari, cioè, la somma di tutti i possibili prodotti di k variabili distinte:
{\displaystyle {\begin{aligned}e_{0}(x_{1},\ldots ,x_{n})&=1,\\e_{1}(x_{1},\ldots ,x_{n})&=x_{1}+x_{2}+\cdots +x_{n},\\e_{2}(x_{1},\ldots ,x_{n})&=\textstyle \sum _{1\leq i<j\leq n}x_{i}x_{j},\\\dots \\e_{n}(x_{1},\ldots ,x_{n})&=x_{1}x_{2}\cdots x_{n},\\e_{k}(x_{1},\ldots ,x_{n})&=0,\quad {\text{per}}\ k>n.\\\end{aligned}}}
Le identità di Newton possono essere allora enunciate come:
{\displaystyle ke_{k}(x_{1},\ldots ,x_{n})=\sum _{i=1}^{k}(-1)^{i-1}e_{k-i}(x_{1},\ldots ,x_{n})p_{i}(x_{1},\ldots ,x_{n}),}
per tutti i  k ≥ 1.  In particolare, per i primi valori di k:
{\displaystyle {\begin{aligned}e_{1}(x_{1},\ldots ,x_{n})&=p_{1}(x_{1},\ldots ,x_{n}),\\2e_{2}(x_{1},\ldots ,x_{n})&=e_{1}(x_{1},\ldots ,x_{n})p_{1}(x_{1},\ldots ,x_{n})-p_{2}(x_{1},\ldots ,x_{n}),\\3e_{3}(x_{1},\ldots ,x_{n})&=e_{2}(x_{1},\ldots ,x_{n})p_{1}(x_{1},\ldots ,x_{n})-e_{1}(x_{1},\ldots ,x_{n})p_{2}(x_{1},\ldots ,x_{n})+p_{3}(x_{1},\ldots ,x_{n}).\\\end{aligned}}}

## Caso delle radici di un polinomio
Si consideri un polinomio di grado n con esattamente n radici nell'anello in cui si sta lavorando:
{\displaystyle p(\lambda )=\prod _{\alpha =1}^{n}\left(\lambda -x_{\alpha }\right)=\lambda ^{n}+\sum _{k=1}^{n}a_{k}\lambda ^{n-k}}
dove {\displaystyle x_{\alpha }} sono le radici e {\displaystyle a_{k}} sono i coefficienti. Si ha
{\displaystyle a_{k}=(-1)^{k}e_{k}(x_{1},\dots ,x_{n}).}
Definiamo la somma di potenze
{\displaystyle t_{j}=\sum _{\alpha =1}^{n}x_{\alpha }^{j}}
Allora le identità di Newton forniscono:
{\displaystyle t_{1}=-a_{1}}
{\displaystyle t_{2}=-a_{1}t_{1}-2a_{2}}
{\displaystyle t_{3}=-a_{1}t_{2}-a_{2}t_{1}-3a_{3}}
{\displaystyle t_{4}=-a_{1}t_{3}-a_{2}t_{2}-a_{3}t_{1}-4a_{4}}
{\displaystyle t_{5}=-a_{1}t_{4}-a_{2}t_{3}-a_{3}t_{2}-a_{4}t_{1}-5a_{5}}
Da queste relazioni possiamo facilmente ottenere utili formule che esprimono la somma delle potenze in termini dei coefficienti:
{\displaystyle t_{1}=-a_{1}}
{\displaystyle t_{2}=a_{1}^{2}-2a_{2}}
{\displaystyle t_{3}=-a_{1}^{3}+3a_{1}a_{2}-3a_{3}}
{\displaystyle t_{4}=a_{1}^{4}-4a_{1}^{2}a_{2}+4a_{1}a_{3}+2a_{2}^{2}-4a_{4}}
{\displaystyle t_{5}=-a_{1}^{5}+5a_{1}^{3}a_{2}-5a_{1}^{2}a_{3}-5a_{1}a_{2}^{2}+5a_{1}a_{4}+5a_{2}a_{3}+5a_{5}}
Infine possiamo risolvere le espressioni per fornire i coefficienti come somma di potenze:
{\displaystyle a_{1}=-t_{1}}
{\displaystyle a_{2}={\frac {1}{2}}\left(t_{1}^{2}-t_{2}\right)}
{\displaystyle a_{3}=-{\frac {1}{6}}\left(t_{1}^{3}-3t_{1}t_{2}+2t_{3}\right)}
{\displaystyle a_{4}={\frac {1}{24}}\left(t_{1}^{4}-6t_{1}^{2}t_{2}+3t_{2}^{2}+8t_{1}t_{3}-6t_{4}\right)}
{\displaystyle a_{5}=-{\frac {1}{120}}\left(t_{1}^{5}-10t_{1}^{3}t_{2}+20t_{1}t_{2}^{2}+15t_{1}^{2}t_{3}-30t_{1}t_{4}-20t_{2}t_{3}+24t_{5}\right)}
e così via.

### Applicazione per calcolare il polinomio caratteristico di una matrice (o di un operatore)
Se il polinomio in considerazione è il polinomio caratteristico di un operatore lineare (o di una matrice), allora le sue radici sono gli autovalori dell'operatore (o della matrice).
Si verifica che in questo caso ciascun {\displaystyle t_{j}} è la traccia della potenza j-esima della matrice:
{\displaystyle t_{j}={\rm {tr}}\,\left(A^{j}\right).}
Le identità di Newton forniscono così un metodo per calcolare il polinomio caratteristico di una matrice senza fare uso del determinante, poiché gli {\displaystyle a_{j}} possono essere ricavati in funzione dei  {\displaystyle t_{j}.} Si noti che, per applicare questo metodo, non è necessario calcolare effettivamente gli autovalori, ma solo la loro somma, la somma dei loro quadrati etc. In particolare, gli autovalori potrebbero non esistere nemmeno nel campo in cui si considerano i coefficienti della matrice (per esempio, la matrice potrebbe essere a coefficienti reali ma con autovalori complessi), ma i calcoli che vengono effettuati sono tutti svolti nel campo dei coefficienti della matrice.